# Черкаський повіт
Черкаський повіт — адміністративно-територіальна одиниця Київської губернії Російської імперії. Адміністративний центр — місто Черкаси.
У 1795-96 роках існував Черкаський повіт у складі Вознесенського намісництва.

## Історія
Повіт знаходився на південному сході Київської губернії, мав загалом трикутний контур і найбільший протяг в 80 верст (85 км) з півночі на південь і в 84 версти (89 км) із заходу на схід. З північного сходу межував із Золотоніськім повітом Полтавської губернії, відокремлюваним від нього Дніпром, на півдні з Чигиринським, південному заході з Звенигородським, північному заході з Канівським повітами. Площа повіту становила близько 3 500 км².
Згідно з переписом населення Російської імперії 1897 року в повіті проживало 307 542 чоловік. З них 84,93 % — українці, 9,82 % — євреї, 4,17 % — росіяни.
В повіті було 644 населених пункти, зокрема 1 місто, 11 містечок, 71 село, 18 селищ, 11 слобід і одна колонія. Великих населених пунктів, що мали понад 3000 жителів, було 26.
1920—1922 у складі Кременчуцької губернії.

## Адміністративний поділ

### 1861 рік
Волості: Байбузівська, Балакліївська, Березняківська, Білозірська, Буртівська, Валявська, Вязівська, Головятинська, Городиська, Деренковецька, Завадівська, Жаботинська, Ковалиська, Костянтинівська, Ксаверівська, Матусівська, Межиріцька, Мліївська, Моленянська, Лозанівська, Носачівська, Орловецька, Попівська, 2-га Попівська, Прусівська, Ротмистрівська, Самгородська, Свинарська, Смілянська, Станіславчицька, Старосільська, Сунківська, Ташлицька, Тернівська, Тубольцівська, Хмільнянська, Хлистунівська, Шелепухівська, Яблуновецька.

## Переписи населення
1808 рік. Перепис євреїв Черкаського повіту орендарів закладів з продажу спиртних напоїв